# Українська пісня (панно)
«Українська пісня» (інша назва — «Народне мистецтво») — декоративне мозаїчне панно за мотивами народного мистецтва. Монументальна робота належить художникові Степанові Кириченкові.

## Історія створення

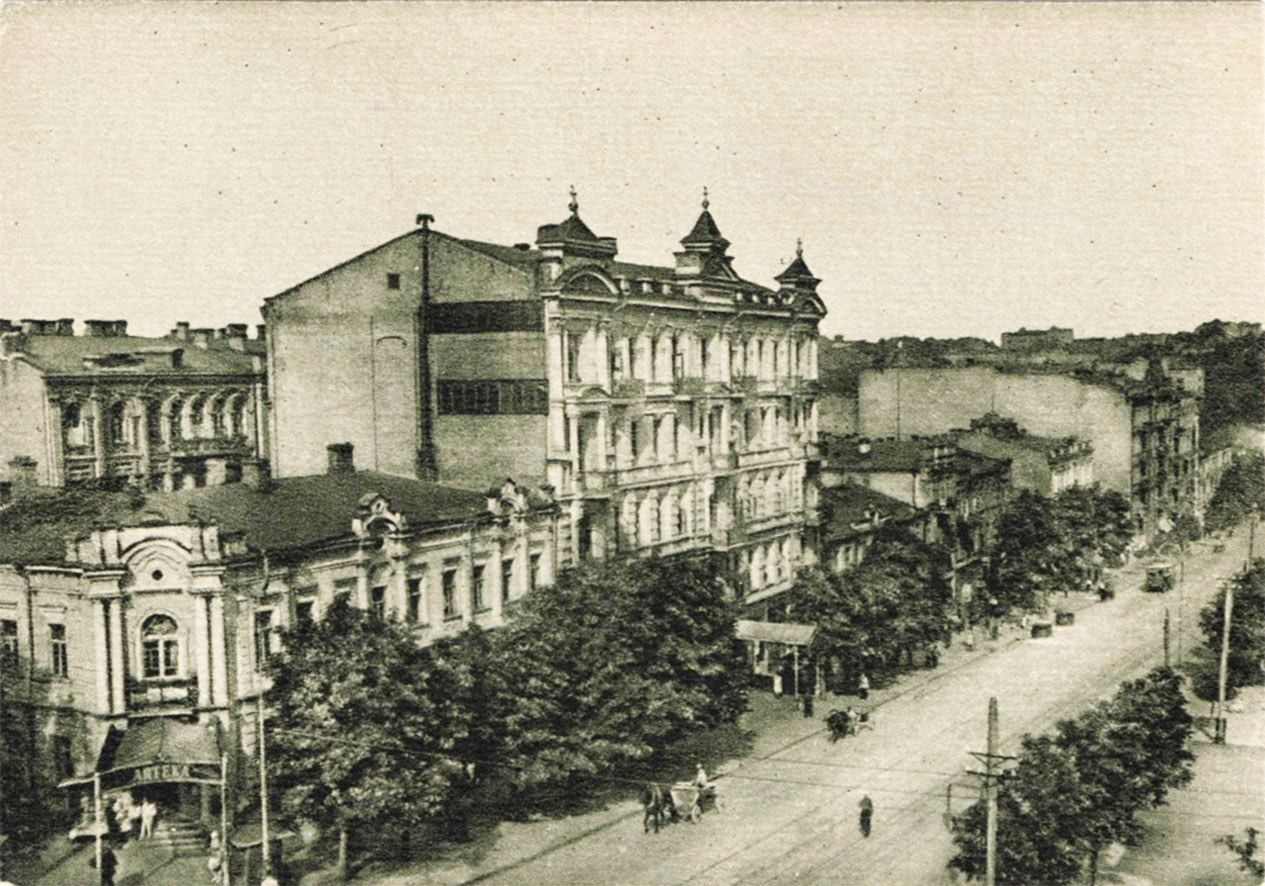
Аптека № 1 і готель «Ермітаж», стіну якого 1967 року прикрасять панно (фото кінця 1920-х)

У 1960-х роках на розі вулиць Володимирської і Богдана Хмельницького звели панельну будівлю й нове приміщення аптеки № 1. Однак гола стіна будинку на Хмельницького, 26 (колишнього готелю «Ермітаж» 1905 року) навпроти оперного театру потребувала оздоблення. Було ухвалене рішення прикрасити її мозаїкою.
1967 року мозаїчне панно виконав один із яскравих представників монументалістики 1960-1970-х років, художник  Степан Кириченко.

## Опис

Ескіз 1967 року

Мозаїка зроблена у рамках художніх тенденцій, які панували в радянській Україні у 1960-х роках. Радянське монументальне мистецтво з одного боку проголосило себе інтернаціональним, а з іншого — використовувало для своїх потреб народні мотиви. На будівлях часто зображували людей в традиційних костюмах і з народними музичними інструментами.
За станом на 2019 рік, «Українська пісня» — одна з небагатьох робіт Степана Кириченка, які залишилися у вільному доступі. У рамках політики декомунізації публічний простір підлягав очищенню від тих його творів, що мали ідеологічне навантаження і прославляли тоталітарно-комуністичний режим. 2018 року закрили панно «Червоноармійці» на станції метро Палац Україна, у середині 2000-х зруйнували кінотеатр «Аврора», який прикрашала його мозаїка.

## Врятування пам'ятки

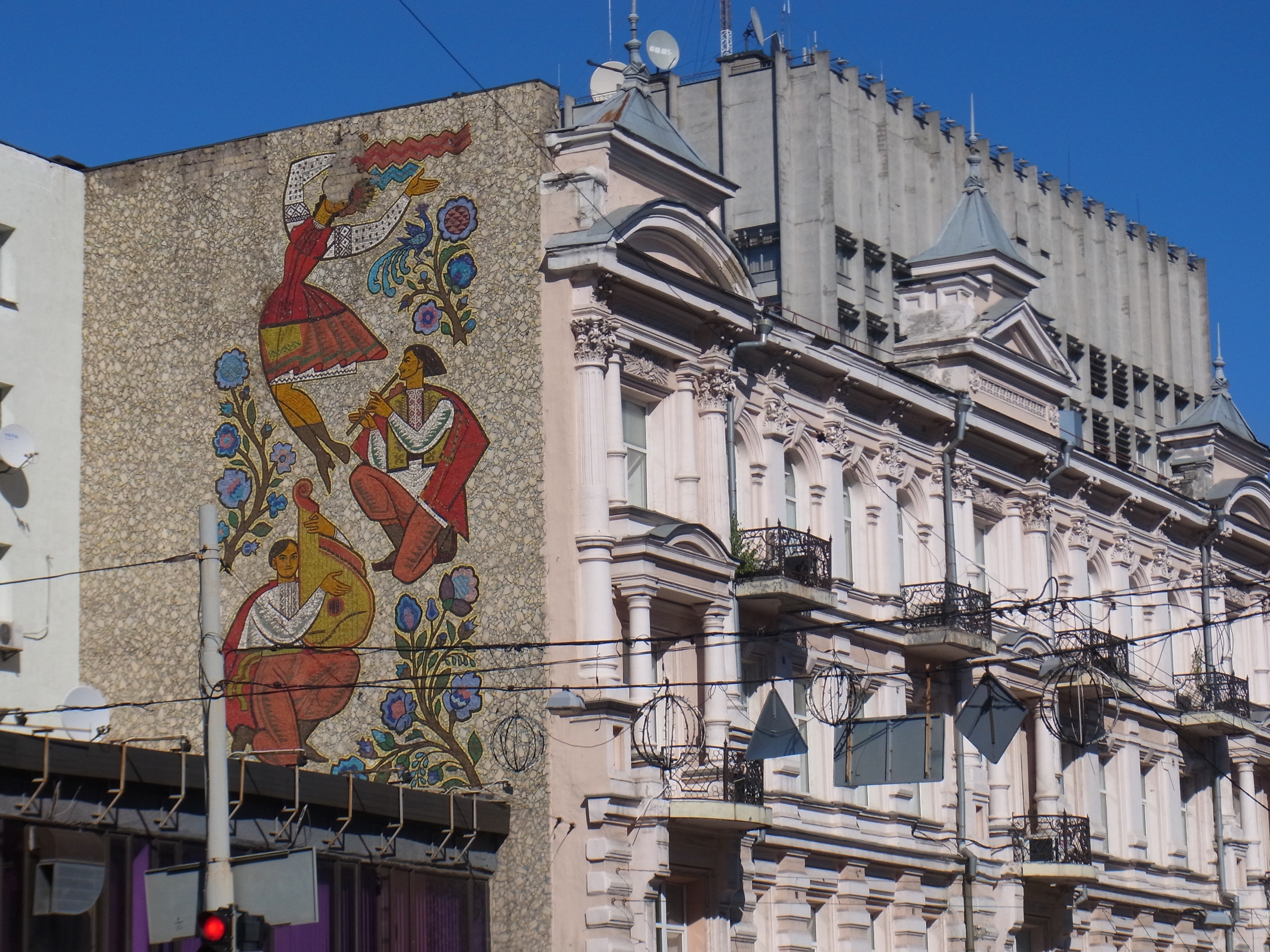
Будинок № 26

У 2000-х роках панно унаслідок рясних опадів почало осипатися. Ініціативна група закликала Департамент охорони культурної спадщини посприяти у збереженні панно. Як з'ясувалося, ескізів мозаїки не зберіглося (лише 2020 року один з ескізів виставили на аукціоні). Однак фахівці визнали, що її можливо відтворити за старими фотографіями, які залишилися у Романа Кириченка, сина автора.
2013 року будівлю передали в оренду приватному підприємству. Але орендар не здійснив невід'ємних поліпшень будівлі.
2018 року народний депутат Сергій Лещенко зробив запит начальнику київського регіонального відділення Фонду державного майна щодо виконання орендарем зобов'язань з реставрації мозаїчного панно.
Оскільки роботи з відновлення так і не були проведені, 2019 року громадськість розпочала збір коштів на реставрацію. За повідомленням активіста Олега Коваля напередодні Дня незалежності України, до ініціативи приєднався футбольний клуб «Шахтар». Футболісти, дізнавшись про ініціативу киян, висловилися про готовність повністю покрити витрати на реставрацію панно.
Про наміри відновити мозаїку заявив благодійний фонд «Має значення». Однак власник категорично відмовився навадати дозвіл. 25 травня 2023 року будівлю викупив Житомирський меблевий комбінат.
Станом на 2025 рік панно не відновили.